# Kamarazaury
Kamarazaury (Camarasauridae) – jedna z rodzin zauropodów. 

## Rodzaje
- Kamarazaur
- ?Abrozaur
- ?Aragozaur
- ?Chondrosteozaur
- ?Daszanpuzaur